# Ma Wan Park
Ma Wan Park (馬灣公園) est un parc sur l'île de Ma Wan, New Territories à Hong Kong, exploité par Sun Hung Kai Properties avec un investissement du gouvernement de Hong Kong. L'île de Ma Wan est reliée à l'île de Tsing Yi par le pont Tsing Ma.
Le parc est présenté comme une attraction touristique et un centre d'éducation qui allie nature, éducation, arts et amour, avec un accent sur l'enseignement interactif en plein air. Il jouxte le complexe à appartements Park Island, principalement développé par Sun Hung Kai Properties dans le cadre du projet Ma Wan Development.

## Noah's Ark

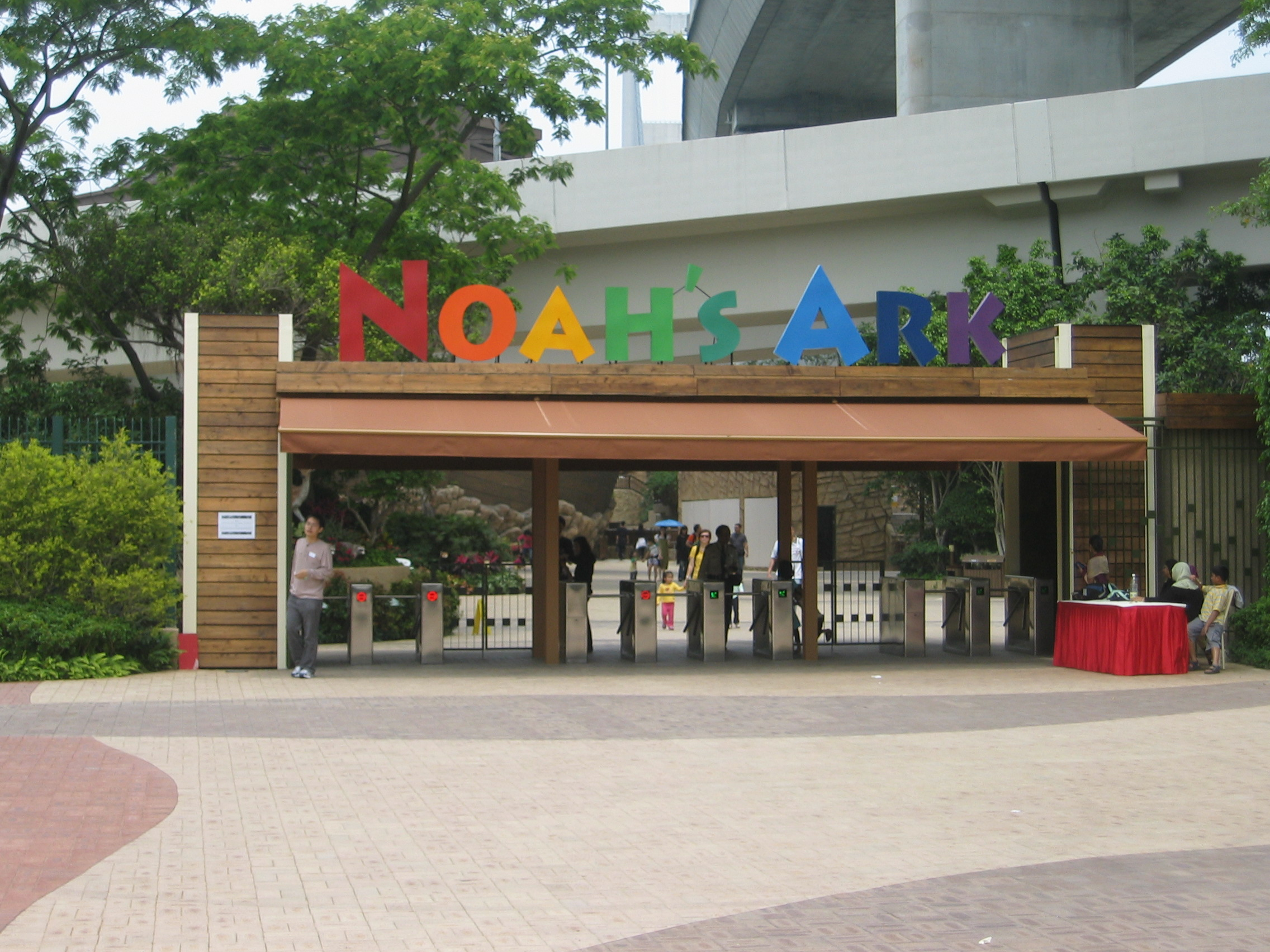
Entrée du parc de loisirs

Noah's Ark est un parc de loisirs de Hong Kong,. Géré par des organisations chrétiennes basées à Hong Kong, il s'agit d'un parc à thème chrétien évangélique. Le thème principal du parc est le créationnisme.